# Hamilton Mausoleum

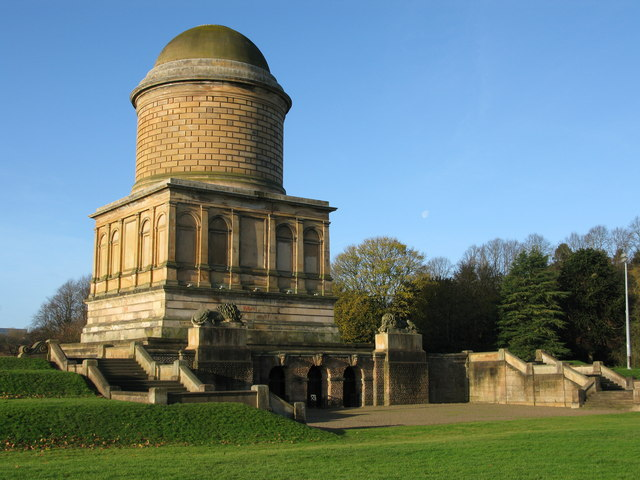
Hamilton Mausoleum

Das Hamilton Mausoleum ist ein Mausoleum in der schottischen Stadt Hamilton in der Council Area South Lanarkshire. 1971 wurde das Bauwerk in die schottischen Denkmallisten in der höchsten Kategorie A aufgenommen.

## Geschichte
Alexander Douglas-Hamilton, 10. Duke of Hamilton ließ das Mausoleum auf dem Anwesen des Hamilton Palace errichten. Im Jahre 1840 ließ er hierzu einen Entwurf des schottischen Architekten David Hamilton umsetzen. Nach dessen Ableben drei Jahre später stockte der Bau. 1848 übernahm David Bryce das Projekt und setzte bis 1855 einen abgeänderten Entwurf um. Für die Steinmetzarbeiten zeichnet Alexander Handyside Ritchie verantwortlich.

## Beschreibung

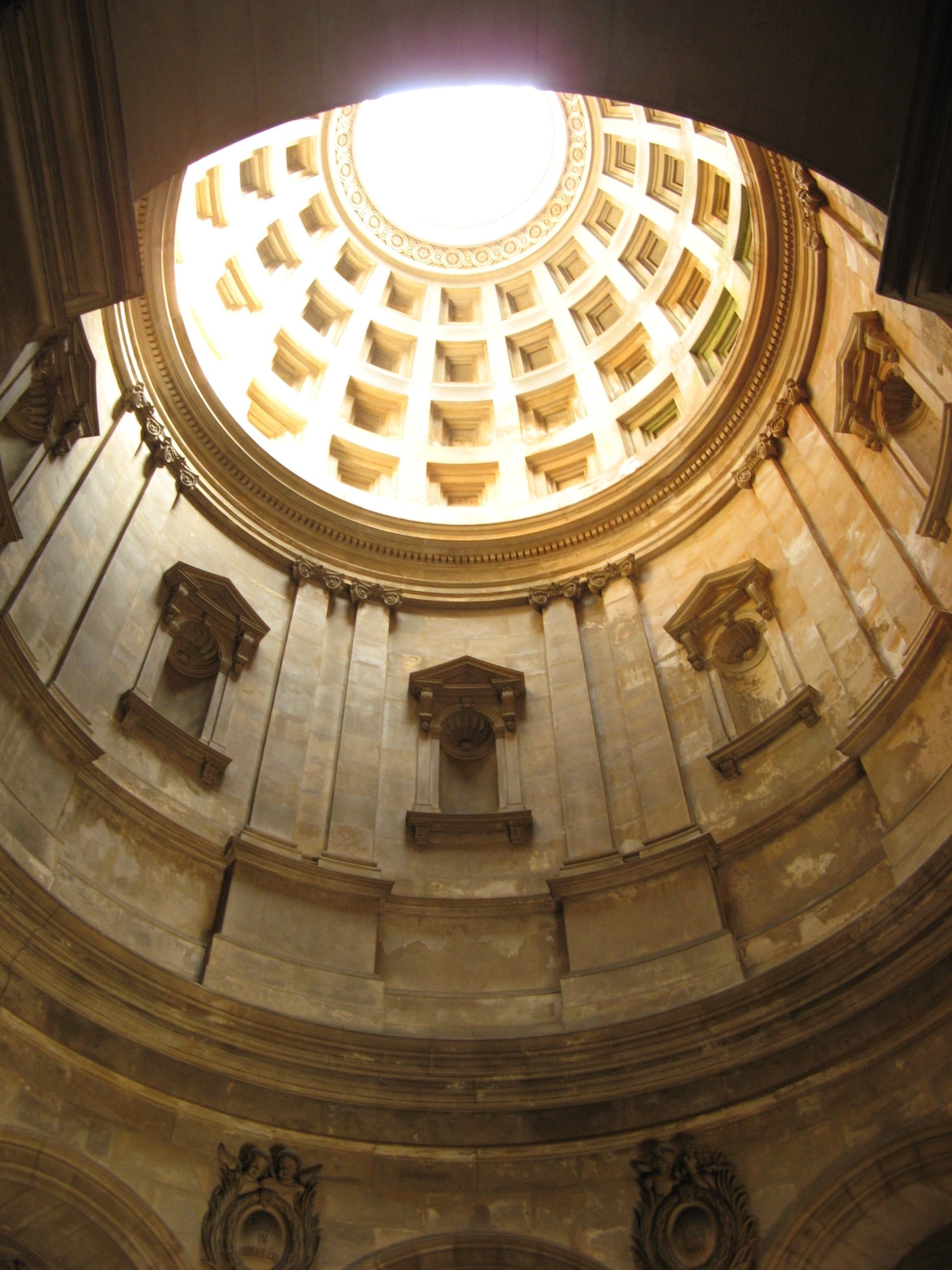
Blick in die Kuppel

Das neoromanische Mausoleum am Nordostrand von Hamilton ragt 36 m in die Höhe. Ein quadratisches, dreistufiges Podest bildet das Fundament des Mausoleums. Pilaster gliedern dessen fünf Achsen weite Fassaden vertikal. Sind mittig große schmucklose Steinplatten in längliche Aussparungen eingelassen, so umrahmen rundbögige Aussparungen die jeweils vier flankierenden Platten. Auf diesem Bauteil sitzt eine Rotunde mit rustiziertem Mauerwerk auf. Sie schließt mit einer Kuppel.
Das Gebäude ruht auf erhöhtem Grund. Es ist durch drei Rundbogenportale an der Ostseite zugänglich, die unterhalb des Podests liegen. Zum Podest hinaufführende Treppen flankieren diesen Bereich. Die Schlusssteine der drei Portale sind mit Reliefen gestaltet, die Leben, Tod und Unsterblichkeit symbolisieren. Oberhalb des Bereichs thronen zwei Skulpturen liegender Löwen. Ein weiterer Eingang an der Westseite ist deutlich schlichter gestaltet. Ein Architrav bekrönt das längliche Portal. Die bronzenen Türen sind Lorenzo Ghibertis Paradiestür in Florenz nachempfunden.

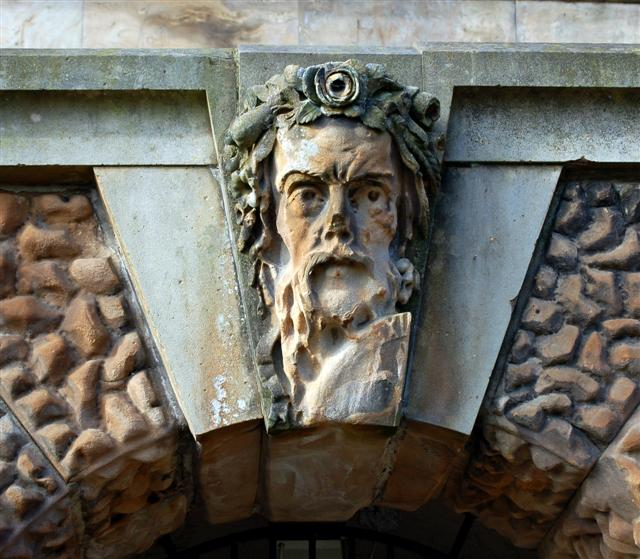
Leben
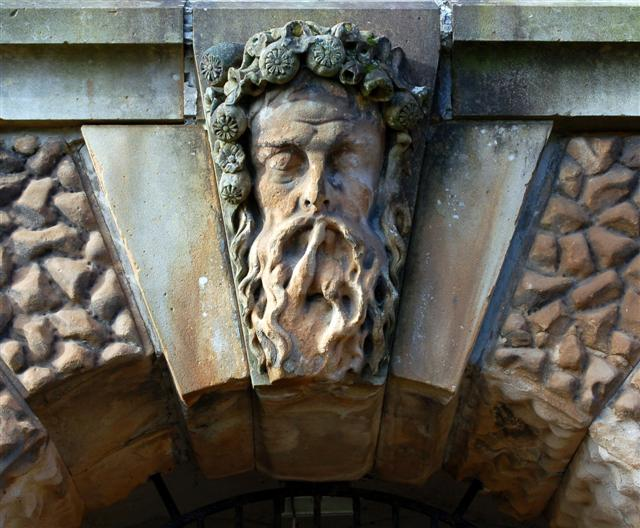
Tod
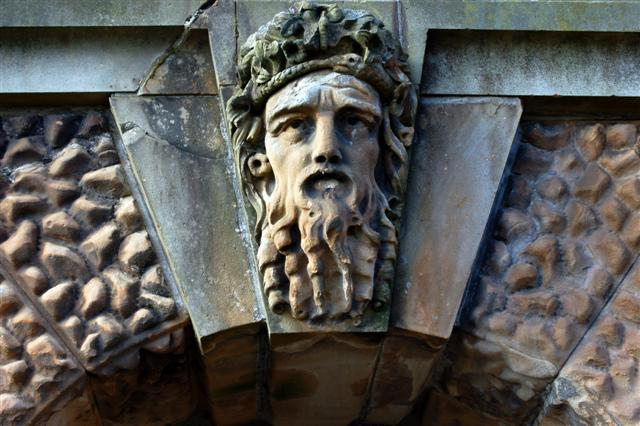
Unsterblichkeit

Der reich ornamentierte Innenraum ist mit ionischen Pilastern und von Gesimsen bekrönten Nischen ausgestaltet. Ein mehrfarbiger Marmor wurde für den Boden gewählt. Infolge der Geometrie ist das Gebäude für sein langanhaltendes Echo bekannt. Nach dem Zuschlagen einer Tür wurde dort mit 15 Sekunden das zu dieser Zeit längste Echo in einem Bauwerk weltweit gemessen. 2014 wurde dieser Rekord durch das 112 Sekunden lange Echo im Tanklager Inchindown deutlich übertroffen.